# Pneumolaelaps
Pneumolaelaps (лат.) — род клещей (Dermanyssoidea) семейства Laelapidae из отряда Mesostigmata, ранее рассматривающийся в качестве подрода в составе Hypoaspis. Более 10 видов. Азия, Европа, Америка.

## Описание
Ассоциированы со шмелями, в гнёздах которых происходит развитие. Мелкие овальной формы клещи (0,5—0,75 мм). Стигмы крупные, дорсальный щит (на котором 38—44 пар щетинок) прикрывает сверху почти всё тело. Щетинки гладкие, шиповидные или игольчатые. Стернальные сеты (st1—st4) длинные, примерно равные в размере. Пища клещей неизвестна, предположительно пыльца и нектар, собранные их видами-хозяевами. Встречаются почти повсеместно (кроме Африки и Австралии), в обоих полушариях, где есть шмели, от Южной Америки до Юго-Восточной Азии, на север — до Арктических островов. Вид Pneumolaelaps arctos (Karg, 1984) обнаружен в Гренландии на шмелях вида Bombus hyperboreus (Hymenoptera).
- Pneumolaelaps asperatus (Berlese, 1904)
- Pneumolaelaps baywangus Rosario, 1981 — Филиппины
- Pneumolaelaps bombicolens G.Canestrini, 1885 — Европа typus
  - [=Iphis bombicolens]
  - [=Pneumonyssus bombicolens]
- Pneumolaelaps cavitatis (Karg, 1982) — Бразилия
  - [=Hypoaspis cavitatis Karg, 1982]
- Pneumolaelaps eulinguae (Karg, 2003) — Эквадор
  - [=Hypoaspis eulinguae Karg, 2003]
- Pneumolaelaps groenlandicus (Trägårdth, 1904) — Гренландия, Чукотский полуостров (Россия)[4][5]
  - [=Hypoaspis arctos Karg, 1984]
  - [=Pneumolaelaps arctos (Karg, 1984)]
- Pneumolaelaps gigantis (Karg, 1982) — Венесуэла
  - [=Hypoaspis gigantis Karg, 1982]
- Pneumolaelaps hyatti (Evans & Till, 1966) — Израиль[4]
  - [=Hypoaspis hyatti Evans & Till, 1966]
- Pneumolaelaps kaibaeus Rosario, 1981 — Филиппины
- Pneumolaelaps karawaiewi (Berlese, 1904)
  - [=Laelaps karawaiewi Berlese, 1904]
- Pneumolaelaps longanalis — США[6]
- Pneumolaelaps lubricus Voigts & Oudemans, 1904
- Pneumolaelaps montanus (Berlese, 1904)